# Katterat Station
Katterat Station (Katterat stasjon) er en jernbanestation på Ofotbanen, der ligger sydvest for fjeldet Katterat i Narvik kommune i Norge. Stationen består af nogle få spor, en perron og en stationsbygning i rødmalet træ med ventesal og toilet. Stationen ligger i en kurve mellem Kap Horn-tunnelen og Sørdalstunnelen. Der er ikke bilvej til Katterat Station, der derfor kun kan nås med tog eller til fods.

## Historie og omgivelser
Stationen blev oprindeligt oprettet som krydsningsspor under navnet Hundalen, da banen mellem Gällivare og Narvik åbnede 15. november 1902. 1. april 1903 åbnedes en holdeplads, der blev opgraderet til station omkring 1909. 1. januar 1951 skiftede den navn til Katterat. Den blev gjort fjernstyret og ubemandet 14. juli 1963. I 2002 blev der etableret et nyt krydsningsspor for malmtogene på stationen.
Den første stationsbygning var en banevogterbolig. Den anden og nuværende blev opført i 1921 efter tegninger af NSB Arkitektkontor.
Under opløsningen af unionen mellem Sverige og Norge i 1905 var der udstationeret norske styrker her. Ruinerne efter barakkerne kan fortsat ses. Under anden verdenskrig byggede tyskerne artilleristillinger mod Rombaksbotn her. De to stier fra stationsområdet ned til bebyggelsen blev kaldt for henholdsvis Norskebakken og Tyskerbakken.
I dag ligger Katterat Fjellstue, der ofte benyttes som lejrskole, og fem huse, der nu benyttes som hytter, ved stationen. Indtil banen blev fjernstyret i 1960'erne var der fast beboelse på stedet. Beboelsen blev etableret i 1923, da Katterat fik den ene af banens to transformatorstationer. De gamle bygninger ved stationen er nu fredede. Stedet er i dag et populært vandreområde, da der udgår flere vandreruter fra stationen. Der er således Rallarveien til Rombaksbotn og Bjørnfjell, anlægsvejen østpå mod Katteratvann (Katterjaure) og anlægsvejen sydover, op gennem Hundalen. Det er desuden muligt at gå over fjeldet til Rombak, men her er der kun sti på dele af ruten og ellers vildmark.
Den ca. 4 m høje stenformation Katteratgubben befinder sig ca. 50 m vest for stationsområdet. Den ca. 10 ton tunge stenblok balancerer på en anden sten, men på trods af to tunnelsprængningsprojekter lige i nærheden er den ikke styrtet ned.